# 골든 주빌리 다이아몬드
골든 주빌리 다이아몬드(Golden Jubilee Diamond)는 1985년에 발견된 다이아몬드로, 무게는 545.67캐럿이다. 현재는 태국 왕실이 소유하고 있다.
미국 달러로 400~1200만 달러의 가치가 있다.